# Programa Artemis
Programa Artemis é um programa de voo espacial tripulado desenvolvido pela NASA, empresas de voo espacial comercial norte-americanas e parceiros internacionais, com o objetivo de pousar a primeira mulher e o próximo homem na Lua em 2027. O Artemis seria os primeiros passos num objetivo de longo prazo de estabelecer uma presença norte-americana "sustentável" na Lua, criando a fundação para que empresas privadas construam uma economia lunar e eventualmente enviem humanos para Marte.
Autorizada em 2017 pela Space Policy Directive 1, a campanha lunar foi criada e virá utilizar várias naves como a Orion, a Lunar Orbital Platform-Gateway e módulos lunares comercialmente desenvolvidos. O Space Launch System servirá como foguete principal da Orion, enquanto foguetes comerciais deverão lançar vários elementos do projeto. o governo Trump propôs 1,6 bilhões de dólares além dos 21 bilhões já propostos para o ano fiscal de 2020. O financiamento foi aprovado pelo Congresso.
Em 15 de novembro de 2021, uma auditoria do Gabinete do Inspetor Geral da NASA estimou o custo real do programa Artemis em cerca de US$ 93 bilhões até 2025.

## História
A versão atual do programa Artemis incorpora vários componentes principais de outros projetos cancelados da NASA, tais como o Projeto Constellation e o Asteroid Redirect Mission. Inicialmente a NASA concebia um retorno à Lua em 2020, durante o Projeto Constellation, que ocorreu de 2006 até 2009. Originalmente proposto pelo Presidente George W. Bush no NASA Authorization Act of 2005 o projeto  incluiu o desenvolvimento de dois veículos de lançamento de carga pesada chamados de Ares I e Ares V e o Orion Crew Exploration Vehicle.
O desenvolvimento do projeto continuou até 2008, quando o presidente Barack Obama foi eleito. Ele estabeleceu o Comitê Augustine para determinar a viabilidade do pouso Lunar em 2020 com o orçamento de então. O comitê descobriu que o projeto estava extremamente abaixo do financiamento necessário e uma alunissagem em 2020 era impossível. O comitê também delineou 3 missões futuras.
O projeto foi colocado em espera em 2009 e a administração Obama cancelou o financiamento para o Constellarion no 2011 United States federal budget. Em 15 de abril de 2010, o Presidente Obama discursou no Kennedy Space Center anunciando os planos da administração para a NASA. Nenhum dos três planos delineados no relatório final do comitê foram completamente selecionados.
Presidente Obama cancelou o Projeto Constellation e rejeitou os planos inéditos para retornar à Lua, na premissa de que o plano atual havia se tornado não viável. Ele, em vez disso, prometeu US$ 6 bilhões em financiamento adicional e pediu pelo desenvolvimento de um programa para a criação de um novo super foguete de carga pesada que ficasse pronto para a construção em 2015 com missões para a órbita de Marte ocorrendo na metade de 2030. A administração Obama lançou sua nova política espacial dia 28 de junho de 2010, no qual reverteu a rejeição de Bush sobre acordos internacionais com o objetivo de evitar a militarização do espaço, dizendo que iria "considerar propostas e conceitos para o controle armamentista se eles são equitativos, efetivamente verificáveis e que melhorem e segurança nacional dos Estados Unidos e de seus aliados".
Dia 30 de junho de 2017, o presidente Donald Trump assinou uma ordem executiva para reestabelecer o National Space Council, presidido pelo vice-presidente Mike Pence. O primeiro pedido de orçamento da administração Trump mantém os programas da era Obama sobre o voo espacial tripulado no lugar: naves comerciais para levar astronautas para e de volta da Estação Espacial Internacional, o Space launch System do governo e a Orion para missões de espaço profundo, enquanto reduzindo a pesquisa de ciências da Terra e pedindo pela eliminação do escritório de educação da NASA.
Dia 11 de dezembro de 2017, Presidente Trump assinou a Space Policy Directive 1, uma mudança na política espacial nacional que provê um programa integrado liderado pelos EUA junto do setor privado para um retorno humano à Lua, seguido por missões a Marte e além. A política pede para o Administrador da NASA "liderar um programa inovativo e sustentável de exploração com parceiros comerciais e internacionais para possibilitar a expansão humana através do sistema solar e para trazer de volta à Terra novos conhecimentos e oportunidades." O esforço vai organizar o governo, a indústria privada e os parceiros internacionais de forma mais efetiva com o objetivo de retornar os humanos para à Lua e vai deixar a fundação que eventualmente possibilitará a exploração humana de Marte.

O Presidente declarou que: 
"A diretiva que hoje assino vai mudar o foco do programa de exploração dos EUA na direção da exploração e descoberta humanas." "Marca o primeiro passo para o retorno de astronautas Norte-Americanos para a Lua pela primeira vez desde 1972, com o objetivo da exploração e uso de longo termo. Dessa vez, não vamos só plantar a nossa bandeira e deixar as nossas pegadas -- vamos estabelecer a fundação para uma eventual missão à Marte e talvez, algum dia, para muitos mundos além". 
No dia 26 de março de 2019, o Vice Presidente Mike Pence anunciou que o objetivo de pouso lunar da NASA seria acelerado por 4 anos com um pouso planejado para 2024. Dia 24 de maio de 2019, o Administrador Jim Bridenstine anunciou que o nome do novo programa lunar é Artemis, em referência à irmã gêmea de Apollo na Mitologia grega. As três empresas selecionadas são a firma Astrobotic, Intuitive Machines and Edison e OrbitBeyond. A Astrobotic está recebendo US$ 79,5 milhões para transportar mais de uma dúzia de cargas para o lado mais próximo da Lua até 2021. Em seguida, a Intuitive Machines recebeu um contrato de US$ 77 milhões para cinco viagens de carga útil; e a Orbit Beyond recebeu um contrato de US$ 97 milhões para transportar até quatro cargas úteis para uma planície de lava até 2020. Apesar dos novos objetivos, ainda se esperam missões à Marte em 2030.

## Desenvolvimento

### Commercial Lunar Payload Services

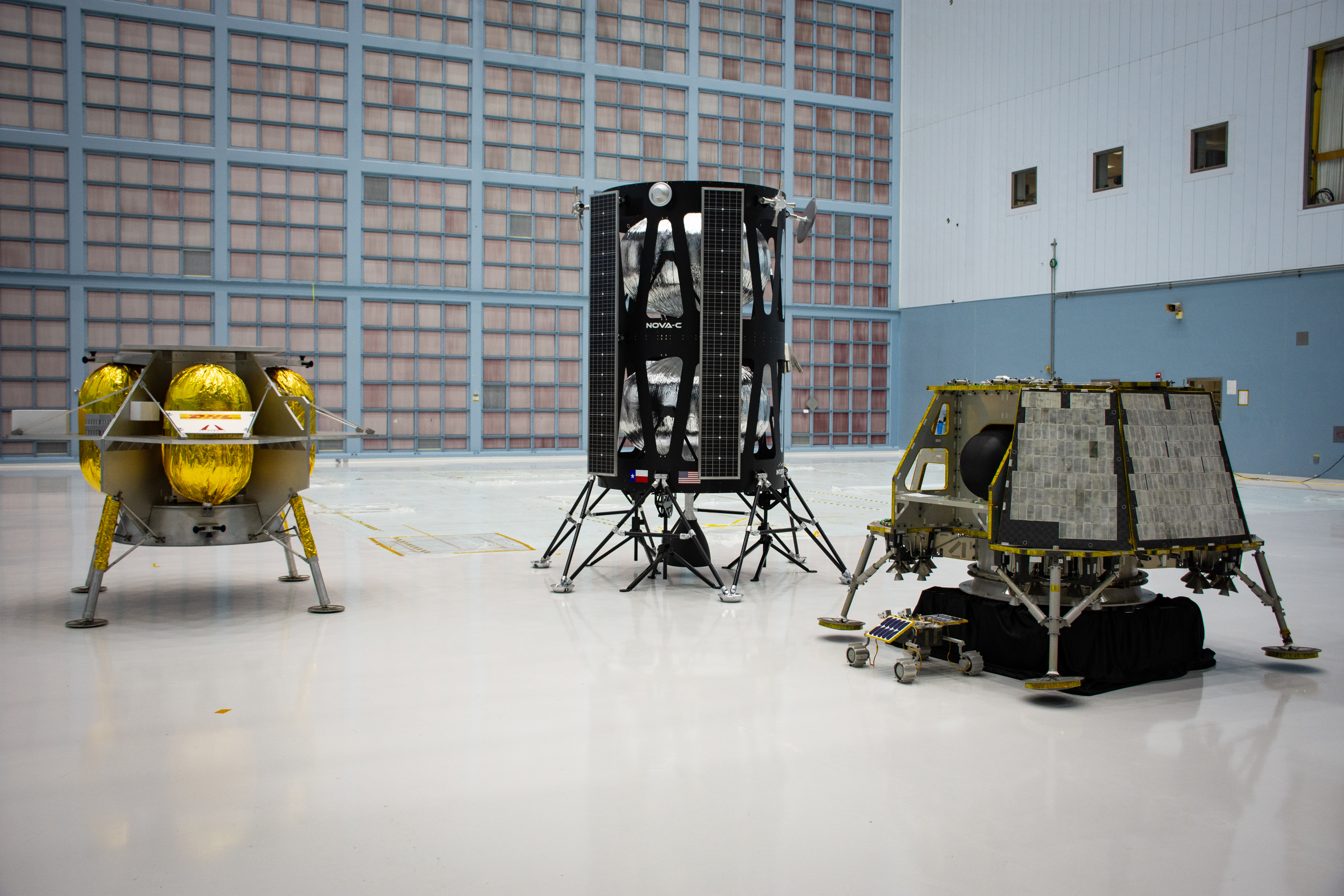
Modelos de três aterrissadores comerciais propostos para o programa. Esquerda à direita: módulos da Astrobotic Technology, Intuitive Machines e OrbitBeyond

Com o objetivo de enviar pequenas missões de pouso para a superfície lunar antes da exploração humana, a NASA estabeleceu o programa Commercial Lunar Payload Services (CLPS) em março de 2018. O programa foi baseado em respostas para um pedido de informação feito pela NASA em maio de 2017 sobre a capacidade de provedores comerciais dos Estados Unidos de lançar cargas para a Lua. Nesse programa, a agência vai financiar empresas comerciais capazes de entregar módulos lunares com cargas cietíficas através de contratos de entrega indefinida/quantidade indefinida. Vai qualificar propostas capazes de entregar pelo menos 10 quilos de carga ao fim de 2021. Propostas para aterrissadores de tamanho médio capazes de entregar entre 500 e 1000 quilos também serão considerados pela NASA.
Esse novo foco em aterrissadores comerciais levou ao cancelamento do rover Resource Prospector, que também seria um precursor da exploração humana, além de ser o primeiro rover lunar robótico Norte-Americano, poucos dias antes do racunho de pedidos para propostas para o programa CLPS ser publicado pela NASA dia 27 de abril de 2018. Na época de seu cancelamento, US$ 100 já haviam sido investidos em seu desenvolvimento, e várias tecnologias do rover, tais como instrumentos científicos, serão passados para missões selecionadas para serem lançadas pelo programa CLPS. O prazo de submissões para a primeira rodada do programa terminou dia 9 de outubro de 2018. O aterrissador Artemis-7 do Draper, uma firma de engenharia sem fins lucrativos anteriormente envolvida com o Programa Apollo, foi uma das propostas enviadas.
Enquanto a Lockeed Martin contratou o desenvolvedor espacial comercial NanoRacks com o objetivo de estudar oportunidades de envio de carga usando a nave Orion, no 69.º International Astronautical Congress em outubro de 2018, Lockeed Marin apresentou o seu conceito (Lockheed Martin Lunar Lander) para um módulo lunar reutilizável que iria levar astronautas entre a superfície lunar e o Gateway, incorporando várias tecnologias desenvolvidas pela Lockheed para a Orion. Lockheed Martin espera enviar sua proposta quando a NASA começar a solicitar propostar para maiores aterrissadores lunares na continuação do programa CLPS.

### Testes de desenvolvimento da Orion

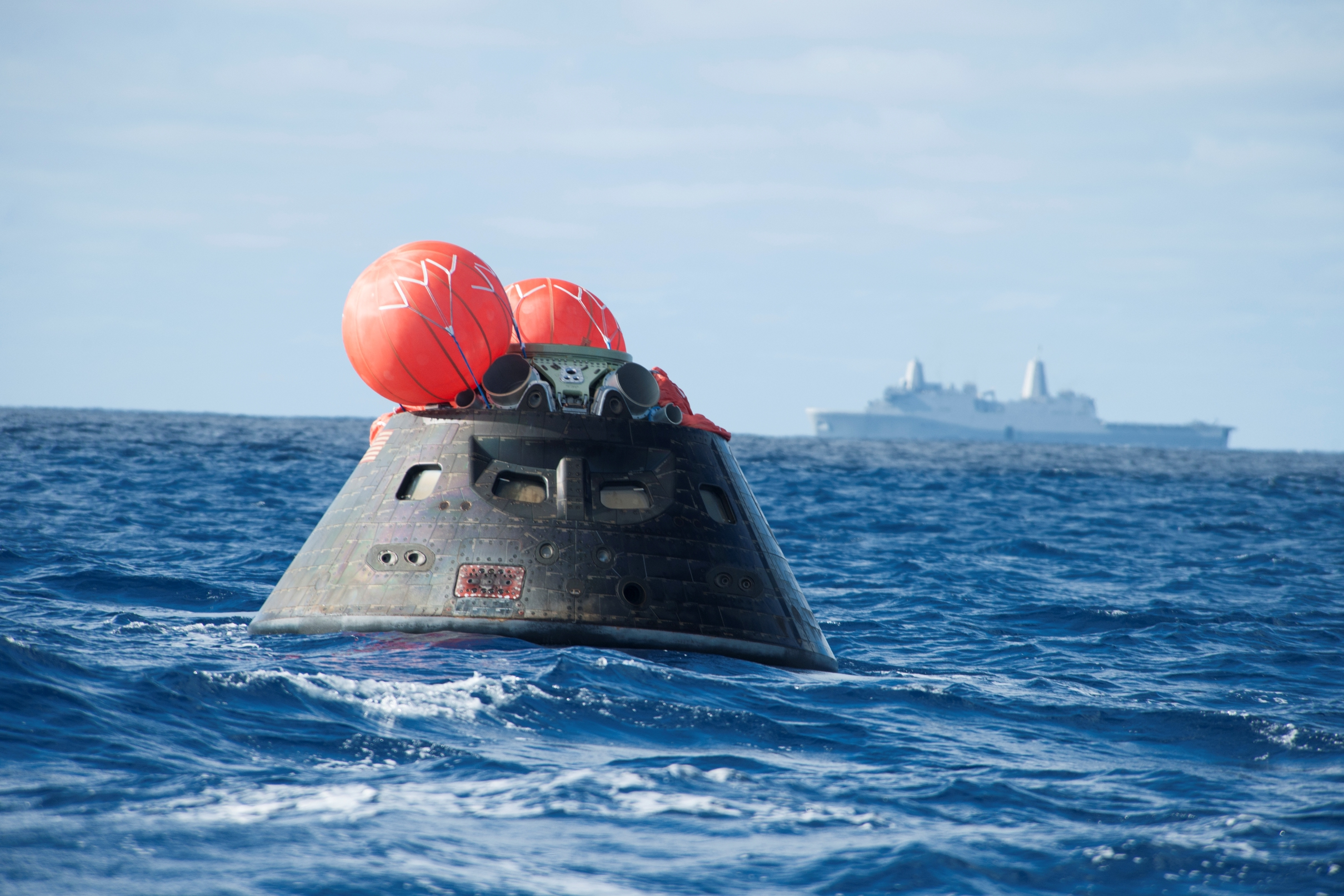
A cápsula Orion no Oceano Pacífico após a missão EFT-1 bem sucedida

Três testes da nave Orion vão preceder o lançamento do Artemis 1. Pad Abort-1, a segunda e final missão do Projeto Constellation, envolveu um teste bem sucedido do sistema de escape no lançamento usando uma cápsula boilerplate dia 6 de maio de 2010. O segundo teste da Orion foi o EFT-1 em 5 de dezembro de 2014. Durante a missão, uma versão simplificada da Orion foi lançada no topo de um Delta IV Heavy e seu sistema de controle de reação foi testado em duas órbitas ao redor da Terra, atingindo um apogeu de 5 800 quilômetros antes de fazer uma reentrada de alta energia a 32 000 quilômetros por hora. A terceira e final missão de teste da Orion antes da Artemis 1 foi o Ascent Abort-2 dia 2 de julho de 2019, o qual testou um sistema de abortamento atualizado na máxima carga aerodinâmica, usando uma Orion de teste pesando 10 000 quilogramas e um veículo de lançamento customizado construído pela Orbital Sciences.
| Missão           | Patch                              | Lançamento                                             | Tripulação | Foguete                                  | Resultado | Duração     |
| ---------------- | ---------------------------------- | ------------------------------------------------------ | ---------- | ---------------------------------------- | --------- | ----------- |
| Pad Abort Test 1 |                                    | 6 de maio de 2010 White Sands LC-32E                   | —          | Sistema de escape no lançamento da Orion | Sucesso   | 95 segundos |
| EFT-1            | Exploration Flight Test-1 insignia | 5 de dezembro de 2014, 12:05 UTC Cape Canaveral SLC-37 | —          | Delta IV Heavy (Delta 369)               | Sucesso   | 4h, 24m     |
| AA-2             | Ascent Abort-2 insignia            | 2 de julho de 2019 11:00 UTC Cabo Canaveral            | —          | Orion Abort Test Booster                 | Sucesso   | 3m, 13s     |

## Naves

### Orion

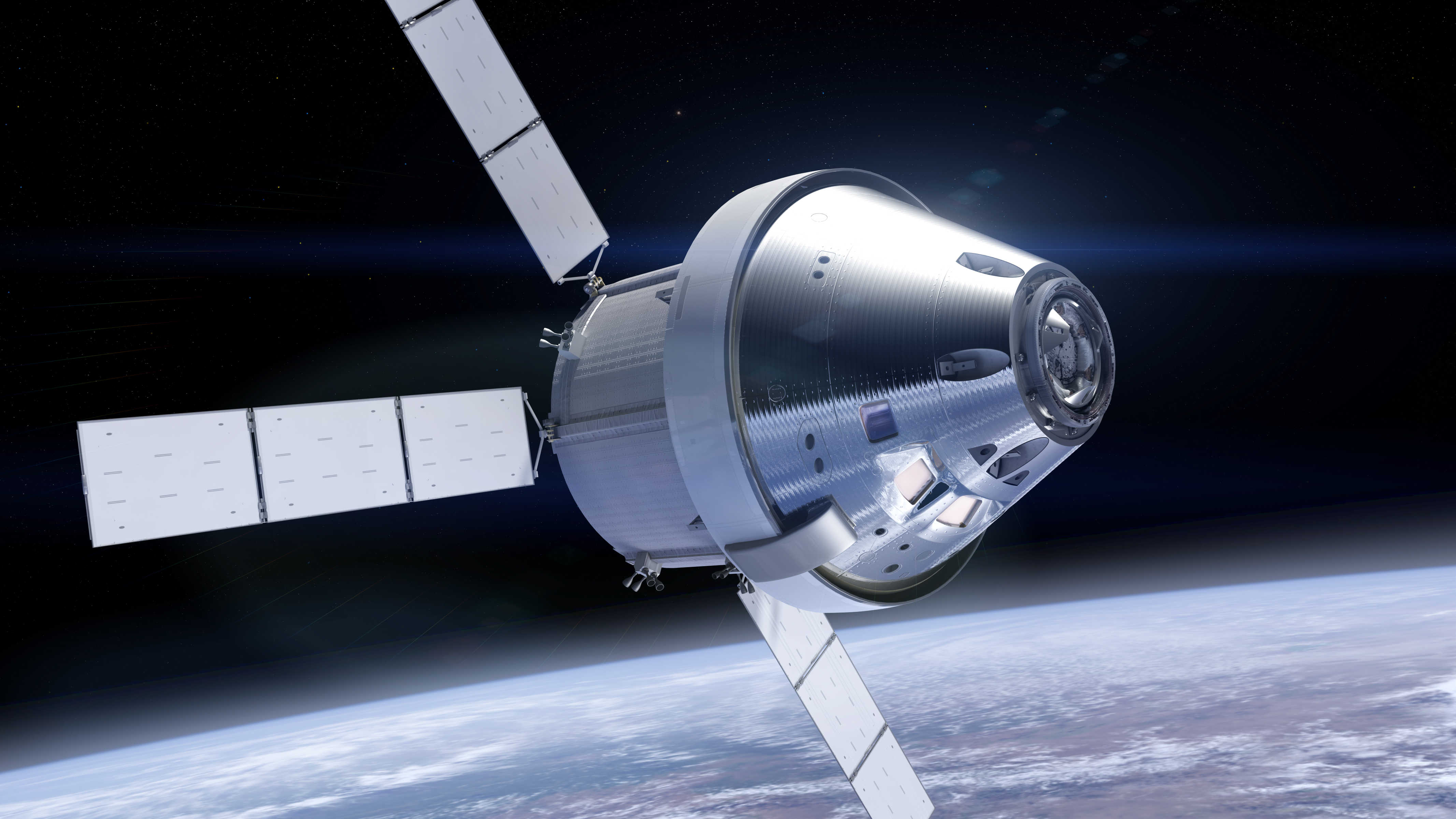
Representação artística da Orion MPCV, o verículo principal para enviar tripulação ao Lunar Orbital Platform-Gateway

O Orion Multi-Purpose Crew Vehicle (Orion MPCV) é uma nave interplanetária feita em conjunto dos EUA com a Europa que tem o objetivo de levar uma equipe de astronautas para destinos além da órbita da Terra (LEO), como parte do programa Artemis. Atualmente sobre desenvolvimento pela NASA e a Agência Espacial Europeia (ESA) para lançamento no Space Launch System, é esperado que a Orion facilite a espliração humana da Lua, asteróides, de Marte e rotacione tripulações e suprimentos da Estação Espacial Internacional, se necessário.

### Gateway
Originalmente, a NASA esperava construir o Gateway como parte do agora cancelado Asteroid Redirect Mission. Mas ele ganhou um novo propósito para apoiar o programa Artemis. Vai servir como ponto de espera para o Orion e o módulo lunar, como também um sistema de propulsão secundário para ajudar na mudança de órbitas e possibilitar pousos em qualquer parte da Lua. Em 2024, o Gateway orbital estará em um estágio de construção inicial e será feito por um 'Power and Propulsion Element' além de um pequeno habitat chamado Utilization Module. O 'Power and Propulsion Element' do gateway está sendo feito por uma divisão do Maxar Technologies (anteriormente SSL) e os componentes e módulos serão construídos por empresas comerciais e parceiros internacionais, tais como o módulo ESPIRIT da ESA. Os lançamentos comerciais do Gateway são separados daqueles do Commercial Lunar Payload Services.

#### Power and Propulsion Element
O Power and Propulsion Element começou a ser desenvolvido no Jet propulsion Laboratory durante o agora cancelado Asteroid Redirect Mission. Iria ser uma nave de energia solar robótica e de alta performance que iria remover uma rocha de várias toneladas de um asteroide e traria até a órbita Lunar para estudo. Quando o ARM foi cancelado, o conceito foi reutilizado como sistema de propulsão para o Lunar Orbital Platform-Gateway. O Power and Propulsion Element vai permitir o acesso de toda superfície lunar e agirá como um rebocador espacial para naves visitantes. Também servirá como centro de comando e comunicações do Gateway. O Power and Propulsion Element está sendo desenvolvido e fabricado por uma divisão da Maxar Technologies.

### Aterrissadores robóticos
O programa Artemis também será apoiado por missões robóticas. Dentro do programa Commercial Lunar Payload Services, NASA contratará serviços de transporte e enviará pequenos aterrissadores robóticos e rovers para a Lua com objetivos de exploração, utilização de recursos in-situ e ciência lunar.
Em novembro de 2018, NASA anunciou as primeiras nove empresas que estão qualificadas para os contratos de transporte. Essas empresas são:
| Empresa                       | Veículos                                                                                                  |
| ----------------------------- | --- |
| Astrobotic Technology         | Peregrine lander                                                                                          |
| Deep Space Systems            | rover; serviços de design e desenvolvimento                                                               |
| Draper Laboratory             | aterrissador Artemis-7 (o nome é, por coincidência, parecido com o do programa Artemis e não um endosso.) |
| Firefly Aerospace             | Foguetes Firefly Alpha e Beta                                                                             |
| Intuitive Machines            | aterrissador Nova-C                                                                                       |
| Lockheed Martin Space Systems | McCandless Lunar Lander                                                                                   |
| Masten Space Systems          | aterrissador XL-1                                                                                         |
| Moon Express                  | aterrissadores MX-1, MX-2, MX-5, MX-9; retorno de amostra                                                 |
| OrbitBeyond                   | aterrissadores Z-01 e Z-02                                                                                |

As primeiras doze cargas e experimentos de centros da NASA foram anunciadas dia 21 de fevereiro de 2019, Propostas adicionais para instrumentação foram solicitadas para a comunidade científica geral.

### Aterrissadores tripulados
Em maio de 2019, NASA anunciou 11 contratos valendo um total de US$ 45,5 milhões para estudos de veículos de transferência, elementos de descida, protótipos de elementos de descida, estudos e protótipos para reabastecimento. Um dos requetimentos é que as empresas selecionadas terçao de contribuir pelo menos 20% do custo total do projeto, "para reduzir os custos para os contribuintes e encorajar investimentos iniciais privados na economia lunar".
Dois desses aterrissadores propostos foram apresentados e descritos em alguns detalhes, o Lockheed Martin Lunar Lander e uma versão grande do módulo Blue Moon da Blue Origin com um estágio de ascensão adicionado.
| Empresa                             | Veículos |
| ----------------------------------- | --- |
| Aerojet Rocketdyne                  | Estudo para veículo de transferência |
| Blue Origin                         | Um estudo de elemento de descida, um estudo de veículo de transferência e um protótipo de veículo de transferência |
| Boeing                              | Um estudo de elemento de descida, dois protótipos de elementos de descida, um estudo de veículo de transferência, um protótipo de veículo de transferência, um estudo de elemento de reabastecimento e um protótipo de elemento de reabastecimento |
| Dynetics                            | Um estudo de elemento de descida e cinco protótipos de elementos de descida |
| Lockheed Martin Space Systems       | Um estudo de elemento de descida, quatro protótipos de elementos de descida, um estudo de veículo de transferência e um estudo de elemento de reabastecimento                                                                                      |
| Masten Space Systems                | Um protótipo de elemento de descida |
| Maxar (anteriormente SSL)           | Um estudo de elemento de reabastecimento e um protótipo de elemento de reabastecimento |
| Northrop Grumman Innovation Systems | Um estudo de elemento de descida, quatro protótipos de elementos de descida, um estudo de elemento de reabastecimento e um protótipo de elemento de reabastecimento                                                                                |
| OrbitBeyond                         | Dois protótipos de elementos de reabastecimento |
| Sierra Nevada Corporation           | Um estudo de elemento de descida, um protótipo de elemento de descida, um estudo de veículo de transferência, um protótipo de veículo de transferência e um estudo de veículo de reabastecimento                                                   |
| SpaceX                              | Um estudo de elemento de descida |

## Veículos de lançamento

### Space Launch System

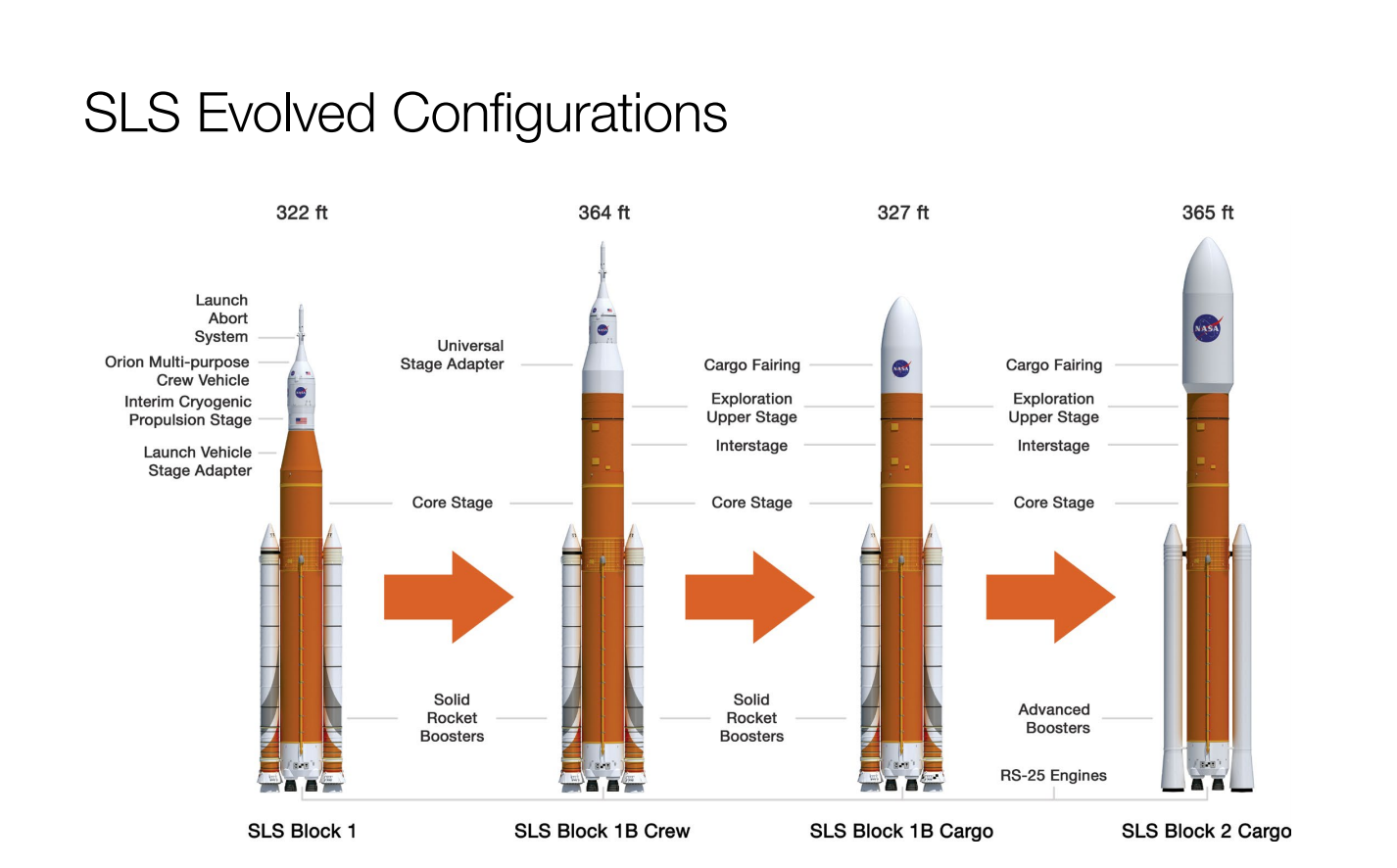
A evolução planejada do Space Launch System, o veículo de lançamento principal da Orion

The Space Launch System (SLS) é um foguete descartável, super pesado e derivado do Ônibus Espacial. É a parte primária dos planos da NASA para a exploração do espaço profundo, incluindo as missões tripuladas da Artemis para a Lua e também poderá servir como parte de um futuro programa para Marte. SLS segue o cancelamento do Projeto Constellation e deverá substituir o Ônibus Espacial aposentado. O SLS também será o foguete mais poderoso em operação com um impulso total maior do que o Saturno V, apesar de que o Saturno V podia levantar uma carga maior.
Estão planejadas três versões do SLS: Bloco 1, Bloco 1B e Bloco 2. Cada um usará o mesmo núcleo central com quatro motores principais, mas o Bloco 1B terá um segundo estágio mais poderoso chamado de Exploration Upper Stage (EUS) e o Bloco 2 combinaria o EUS com boosters atualizados. Bloco 1 tem uma capacidade de carga básica para LEO de 95 toneladas métricas e o Bloco 1B terá uma carga básica de 105 toneladas métricas. O Bloco 2 proposto terá uma capacidade de lançamento de 130 toneladas métricas, o que é parecido com o Saturno V. Algumas fontes indicam que isso fará o SLS ser o veículo de lançamento pesado mais capaz já construído; apesar do Saturno V ter lançado aproximadamente 140 toneladas métricas para LEO na missão Apollo 17.
Dia 31 de julho de 2013, o SLS passou pelo Preliminary Design Review (PDR). A revisão passou por todos os aspectos do design do SLS, não apenas o foguete e boosters, mas também apoio de solo e arranjos logísticos. Dia 7 de agosto de 2014, Bloco 1 do SLS passou por um marco histórico conhecido como Key Decision Point C e entrou em desenvolvimento de escala completa, com uma data de lançamento estimada sendo colocada em novembro de 2018. Em abril de 2017, a NASA anunciou que a programação para o primeiro voo passaria para 2019. Em novembro de 2017, o voo inicial conhecido como Artemis 1 passou para junho de 2020.
Em março de 2019, a Administração Trump liberou seu Pedido de Orçamento para o Ano Fiscal de 2020 para a NASA. Esse orçamento não incluí nenhum dinheiro para as variantes do SLS conhecidas como Bloco 1B e Bloco 2. É incerto se essas variantes futuras do SLS serão desenvolvidas. Vários lançamentos, anteriormente planejados para ocorrer no Bloco 1B, agora são esperados para voar em veículos comerciais como o Falcon Heavy, New Glenn, Omega e Vulcan. Entretanto, o pedido de aumento no orçamento de 1,6 bilhões de dólares para o SLS, Orion e aterrissadores tripulados junto do manifesto de lançamento parecem indicar o apoio do desenvolvimento do Bloco 1B, a ser lançado no Artemis 3. O Bloco 1B será principalmente usado para transferências de tripulações e logística, em vez da construção do Gateway. Está planejado que um Bloco 1B não tripulado lance o Lunar Surface Asset em 2028, o primeiro posto avançado do programa Artemis. O desenvolvimento do Bloco 2 provavelmente deverá começar no fim da década de 2020, depois da NASA já regularmente visitar a Lua e então mude o foco para Marte.

## Missões

### Planejadas
Artemis 1, planejada para ser o primeiro voo do SLS, foi lançado no dia 16 de novembro de 2022 como um teste do sistema completo da Orion e SLS. Durante a missão, uma cápsula Orion não tripulada vai levar vários dias numa órbita retrogada distante de 70 000 quilômetros ao redor da Lua antes de voltar para a Terra. Artemis 2, a primeira missão tripulada do programa, vai lançar quatro astronautas em maio de 2024 num sobrevoo de trajetória retorno livre ao redor da Lua numa distância de 8 900 quilômetros. (Lembrando que os planos podem mudar)  O primeiro componente do Lunar Orbital Platform-Gateway, o Power and Propulsion Element, junto de outros três componentes de um módulo lunar descartável, são planejados para serem entregues em vários lançamentos comericiais de provedores de lançamentos antes da Artemis 3 em 2024 ou 2025. A missão, planejada para ocorrer num foguete SLS Bloco 1, usará um Gateway minimalista e um módulo descartável para realizar o primeiro pouso tripulado do programa na Bacia do Polo Sul-Aitken.  As missões Artemis 4–6, lançadas anualmente entre 2028 e 2030, deverão testar a utilização de recursos in-situ e energia nuclear na superfície lunar junto de um aterrissador parcialmente reutilizável, em preparação para a Artemis 8. Antes de cada missão tripulada, veículos comerciais deverão enviar várias cargas para o Gateway, tais como depósitos de reabastecimento e elementos descartáveis do módulo lunar.
| Missão    | Patch                          | Data de lançamento | Plataforma de lançamento | Tripulação                                                      | Veículo de lançamento | Duração |
| --------- | ------------------------------ | ------------------ | ------------------------ | --------------------------------------------------------------- | --------------------- | ------- |
| Artemis 1 | Exploration Mission-1 insignia | 2022               | Kennedy LC-39B           | —                                                               | Bloco 1 do SLS        | ~25d    |
| Artemis 2 |                                | Abril de 2026      | Kennedy LC-39B           | - Reid Wiseman - Victor Glover - Christina Koch - Jeremy Hansen | Bloco 1 do SLS        | ~10d    |
| Artemis 3 |                                | Setembro de 2026   | Kennedy LC-39B           | ASA                                                             | Bloco 1 do SLS        | ~30d    |
| Artemis 4 |                                | Setembro de 2028   | Kennedy LC-39B           | ASA                                                             | Bloco 1 do SLS        | ~30d    |
| Artemis 5 |                                | Setembro de 2029   | Kennedy LC-39B           | ASA                                                             | Bloco 1 do SLS        | ~30d    |
| Artemis 6 |                                | Setembro de 2030   | Kennedy LC-39B           | ASA                                                             | Bloco 1 do SLS        | ~30d    |

### Propostas
Uma proposta criada por William H. Gerstenmaier vê mais quatro lançamentos do Bloco 1 do SLS com a Orion tripulada e módulos de logística do Gateway entre 2024 e 2028. Um Bloco 1B para Lançamento de Carga adicional iria enviar um posto avançado lunar, conhecido como Lunar Surface Asset, para a superfície lunar, como parte de uma missão não tripulada, Artemis 7, em 2028 – o posto deverá ser usado para uma missão tripulada estendida, Artemis 8, mais tarde nesse ano. As missões Artemis 4-6, lançadas anualmente entre 2028 e 2030, deverão testar a utilização de recursos in-situ e energia nuclear na superfície lunar junto de um aterrissador parcialmente reutilizável, em preparação para a Artemis 8. Antes de cada missão tripulada, veículos comerciais deverão enviar várias cargas para o Gateway, tais como depósitos de reabastecimento e elementos descartáveis do módulo lunar.
| Missão     | Data de lançamento | Plataforma de lançamento | Veículo de lançamento                  | Duração |
| ---------- | ------------------ | ------------------------ | -------------------------------------- | ------- |
| Artemis 7  | Setembro de 2031   | Kennedy LC-39B           | Bloco 1B de Lançamento de Carga do SLS | ~30d    |
| Artemis 8  | 2032               | Kennedy LC-39B           | Bloco 1B do SLS                        | >60d    |
| Artemis 9  | 2033               | Kennedy LC-39B           | Bloco 1B do SLS                        | >60d    |
| Artemis 10 | 2034               | Kennedy LC-39B           | Bloco 1B do SLS                        | <180d   |
| Artemis 11 | 2035               | Kennedy LC-39B           | Bloco 1B do SLS                        | ~365d   |